# エバンス・アンド・サザランド
エバンス・アンド・サザランド（英: Evans & Sutherland Computer Corporation、E&S）は、アメリカ合衆国ユタ州ソルトレイクシティを拠点とする、コンピュータグラフィックス（CG）システム分野における先駆的企業である。1968年に設立され、フライトシミュレータやコンピュータ支援設計／製造（CAD／CAM）向けのリアルタイム3次元（3D）CGシステムの開発を中心に業績を伸ばし、後には全天周映像などの高品質な大型ディスプレイ・システムで知られるようになった。

## 沿革

### 創業
エバンス・アンド・サザランド（E&S）は、ユタ大学コンピュータサイエンス（CS）学科の2人の教授、Bendix G-15の開発などで知られ学科創設者であるデビッド・エバンスと、エバンスに招かれたスケッチパッドの生みの親にしてヘッドマウントディスプレイ研究の第一人者であるアイバン・サザランドによって、1968年に設立された。エバンスとサザランドが会社を立ち上げたのは、大学での基礎研究と並行して、CGを商業的に成り立たせることが目的で、コンサルティングの仕事でフェニックスへ行った際の食事の席が発端であるという。僅かな資金での創業で、社屋はユタ大学構内の古い兵舎を利用したものであった。

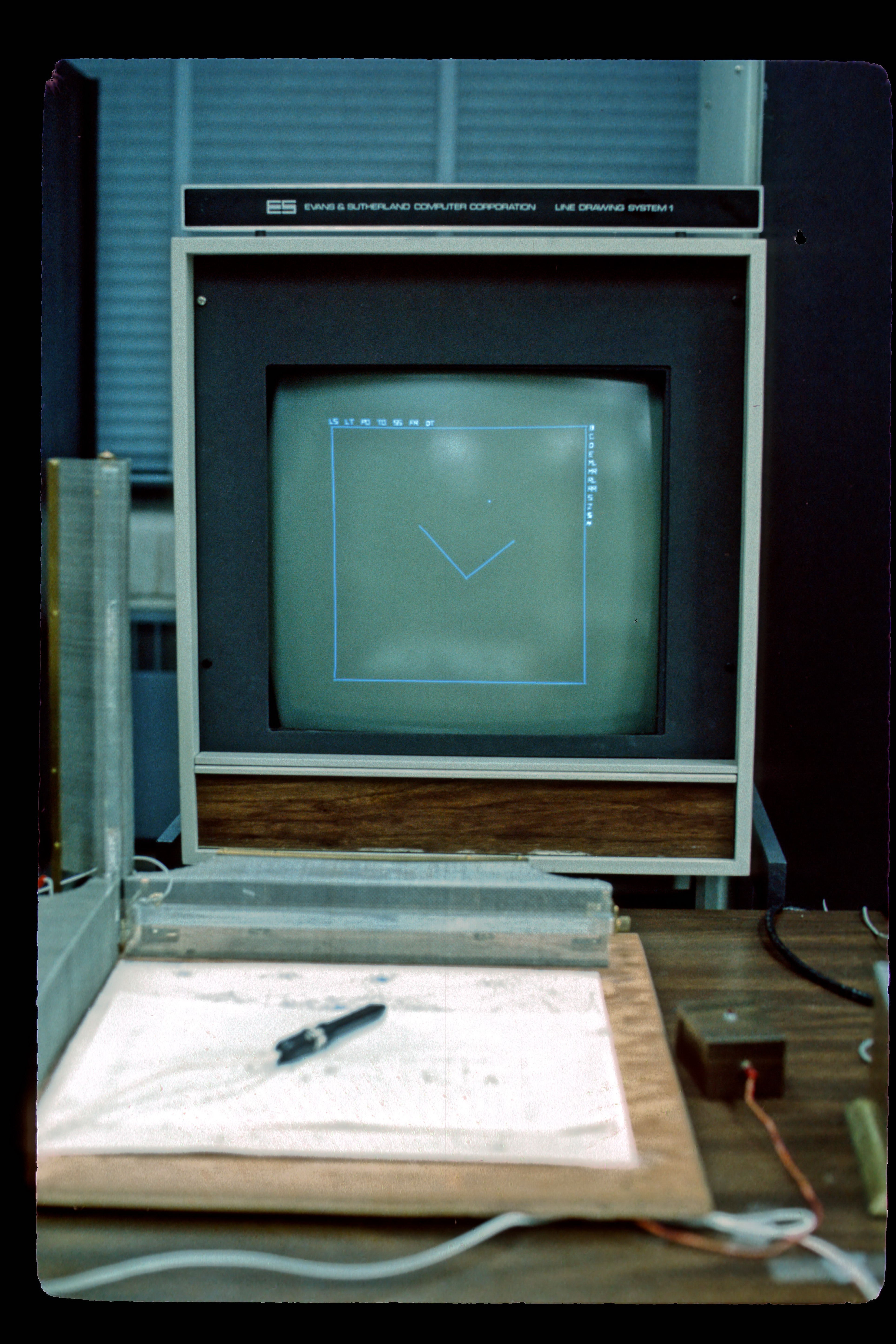
E&Sのディスプレイ・システムLDS-1

翌1969年には最初の製品である高級型ディスプレイ・システムLDS-1を発売するが、これは数台しか売り上げず、赤字続きで資金繰りに苦労し、エバンスらの私的な借金を操業資金に充てたこともあったという。

### 1970年代
LDS-1はしかし、世界初の商用3DCGシステムとして、E&Sの技術力の宣伝には効果があった。その後、E&SはLDSシリーズの後継機を発売、更に、ゼネラル・エレクトリック社のCG技術者を勧誘し、パイロットの操縦訓練用模擬視界装置を開発、民間航空会社用のNOVOVIEWや、より高性能の画像生成器を持つCTシリーズを完成させる。英国のフライトシミュレータ販売会社Redifonと業務提携し、NOVOVIEWを安定的に供給するようになったことで売り上げが伸び、1974年に漸く黒字へ転じた。第1次石油危機に端を発する燃料費の高騰で、実機による操縦訓練が不経済となったことも追い風となり、NOVOシリーズの後継機は米連邦航空局の認可を受け、広く流通した。世界の民間航空会社の操縦士の8割は、E&Sの製品を使用したフライトシミュレータで訓練を積んだともいわれる。E&Sはまた、CG技術を活かしたCAD／CAM向けのグラフィック装置開発に力を入れ、高機能グラフィック・ディスプレイのPSシリーズを発売した。
これらの製品によってE&Sは業績を大幅に伸ばし、1980年代前半にかけて成長を続けた。1970年に40人だった従業員は、1973年には88人、1975年には144人に増え、当初はヴェンロックなどの投資会社の出資、銀行の融資、エバンスらの研究計画が米国防総省の高等研究計画局（ARPA）から受けた助成を主な資本とした非公開会社だったものが、1978年には上場を果たした。社長のエバンスは、初めは週1日の相談業務が常だったが、E&Sの成長と共に大学の職務よりE&Sの業務に割く時間が増え、1977年には兼任教授としてのみ大学に残り、E&Sの経営に軸足を移した。一方、もう一人の創業者サザランドは、1974年にユタ大学を辞し、E&Sの副社長・主任研究員からも降りて、取締役会の一員としてのみ名前を残した。

### 1980年代

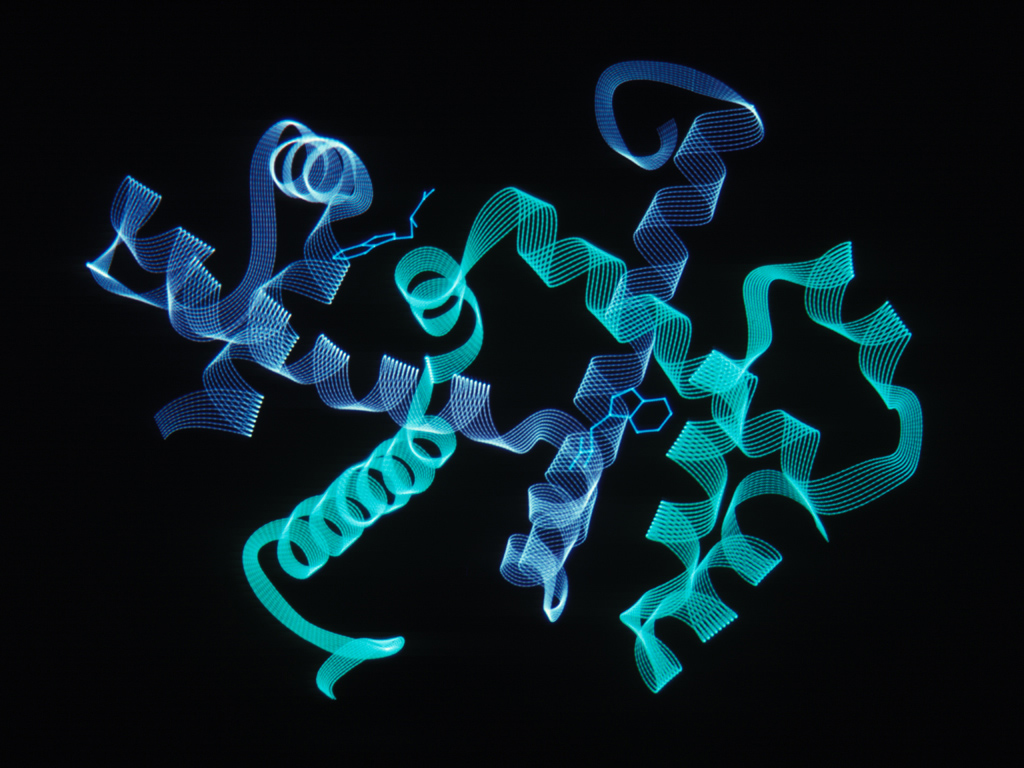
初期のCGによるトリプトファン・リプレッサーの構造図。E&SのPS 300による描画。

E&Sは、軍事用のフライトシミュレータも製造し、米軍を顧客とすることに成功、レーガン政権下では軍事支出が拡大したこともあって、更なる成長を遂げた。
1980年代、E&Sはいくつかの業務提携や企業買収によって、事業を更に拡大した。1980年にVLSIテクノロジー社に出資し、集積回路の製造技術を手に入れた。これによって、独自の集積回路を生産し、CGの描画能力を向上させることができた。1987年にはTripos Associates社を買収、分子情報分析に2D／3DCGを導入し、分子構造の可視化手法を確立した。また、E&Sのグラフィック製品を運用するコンピュータの製造元であったディジタル・イクイップメント・コーポレーション（DEC）社とも協業し、1988年に高速グラフィックシステムを備えたハイエンドワークステーション（VAXstation 8000）を発売した。
1980年代は、業務の規模拡大だけでなく、その技術を活かして様々な分野に参入した時期でもある。その一つが、映画などの映像における特殊撮影技術の提供で、例えば、1982年の映画『トロン』では、コンピュータ内部世界の描写における視覚効果にE&Sの技術が用いられ、同年の『スタートレックII カーンの逆襲』においても、ジェネシス計画の映像制作にE&Sのグラフィック装置が使用された。
また、E&Sは地元のハンセン・プラネタリウムと協力し、計算機によって描いたCGの星空をブラウン管（CRT）に発生させ、それを大型魚眼レンズでスクリーンに投影する、当時としては全く新しいデジタルプラネタリウム「デジスター」を開発した。1980年代は売り上げが伸びなかったが、改良を重ねて、欧州や北米を中心にプラネタリウムの更新機や新設プラネタリウムの投影機として採用するところが増えていった。デジスターは、全天周映像システムの嚆矢であり、光学式プラネタリウムを採用する施設でも、デジタル映像投影システムとしてE&Sの製品を採用する複合型プラネタリウムも登場した。
E&Sは、1983年には従業員779人、年商5000万USドルを突破、1986年には従業員1072人に拡大した。1986年にE&Sは、事業をシミュレーション、インタラクティブ・システム、設計システムの3部門に分割し、新たな拠点も設けた。1987年には、それまで旧兵舎を利用していた社屋を新調、シミュレーション事業用の新設備も計画した。1989年度には、従業員は1418人、1億3860万USドルを売り上げ、100万USドルの利益を上げた。

### 1990年代
E&Sが拡大した事業の中には、うまくいかないものもあった。その一つがスーパーコンピュータで、1980年代後半に汎用スーパーコンピュータの開発に着手し、1989年に並列処理を実現した最初期のスーパーコンピュータES-1を発売したが、厳しい競争にさらされ、短期間でスーパーコンピュータ事業から撤退した。
1989年、共同創業者のデビッド・エバンスは、健康上の問題を理由に最高経営責任者（CEO）を退き、後任にはフライトシミュレータ開発の功労者でシミュレーション部門を率いていたロドニー・ロージロット（Rodney S. Rougelot）が就いた。
1980年代、軍需により業績を拡大していたE&Sは、冷戦の終結とソビエト連邦の崩壊によるアメリカの軍事支出の削減により、縮小へと転じた。従業員は数百人減少し、1980年代末にはまだ100万USドルの黒字だった収支も、1994年には370万USドルの赤字へ転落した。
E&Sの安定的な収入を支えていたフライトシミュレータ用模擬視界装置に関しても、Redifon社がRediffusion Simulation社に名を変え、ヒューズ・エアクラフトの傘下に入った後も独占的な供給を続けていたが、RediffusionがトムソンCSFに買収されてThomson Training & Simulation社となった1994年に契約は打ち切られ、E&Sが独自に営業する必要に迫られた。また同年には、Tripos Associatesも手放した。
1994年、ロージロットに替わって、ブーズ・アレン・ハミルトンからE&Sへ来て間もないコンサルタントのジェームズ・オイラー（James R. Oyler）が社長兼CEOとなった。オイラーは、E&Sの中核事業であるシミュレーション、グラフィック・システム、デジタル投影システムに、経営資源を集中させることを選択。翌年にはCAD事業をパラメトリック・テクノロジー・コーポレーション社へ売却した。
1990年代、米国内では苦戦が続いていたE&Sだが、米国外では売り上げを伸ばしており、1994年には北京営業所を開設、1996年には売り上げの半分近くが、米国外でのものとなった。
また、1990年代にも幾つかの事業は、新たな拡大策を打っていた。アイワークス・エンターテインメントと共同で、テーマパークなどのアトラクション用仮想現実映像システム“Virtual Adventures”を開発、軍事産業から娯楽産業への転換を印象付けた。また、ビデオゲーム大手ナムコの業務用ゲーム筐体開発にも協力している。
1990年代後半には、三菱電機と提携してパーソナルコンピュータ（PC）用の高性能3Dグラフィックスチップセット「REALimage1200」「REALimage3000」を開発、アクセル・グラフィックス（AccelGraphics）社を買収し、自社でグラフィックスカード「Lightning 1200」「Tornado 3000」を販売した。しかし、グラフィックスカード市場の競争は激しく、その存在感は長続きしなかった。

### 2000年代以降
2000年代に、E&Sは再び苦境を迎える。原因としては、アメリカ同時多発テロ事件に端を発する民間航空会社の不振や、イラク戦争で軍事支出が戦費に偏った煽りもあるが、最大の要因は、PCの急激な進歩と普及による市場構造の変化にE&Sがついてゆけなかったことにあるとみられる。1999年に2億USドルだったE&Sの売り上げは、2002年には1億2300万USドルに減少、2000年には7000万USドルの赤字を計上し、その後も赤字が続いた。従業員も1990年代末に1000人を超えていたものが、数年で半分以下にまで減少した。そんな中でも、プラネタリウム、可視化装置、レーザープロジェクタには成長が見込まれ、E&Sはこれらの製品に力を入れていった。
2006年、E&Sは米国のプラネタリウム産業における最大の競争相手であったスピッツ社を買収。プラネタリウム業界では世界最大の顧客基盤を持つ企業となり、更に投影装置だけでなくドーム型スクリーンも自社で製造できるようになった。一方で、初期から会社の大黒柱であったシミュレーション事業を、ロックウェル・コリンズ社に売却し、会社の規模は縮小、275人居た従業員は125人にまで減った。その直後、CEOのオイラーは退任、後任の社長兼CEOには、事業運営部門を率いていたデビッド・ベイトマン（David H. Bateman）が就任した。
2016年には、ベイトマンに替わって、スピッツ社の社長兼CEOだったジョナサン・ショー（Jonathan A. Shaw）がCEOに就任した。
2020年、E&SはElevate Entertainment社によって買収され、新たに設立されたCosm社の子会社として、全天周映像システムなどの提供を続けている。

## 主な製品

### ディスプレイ・システム

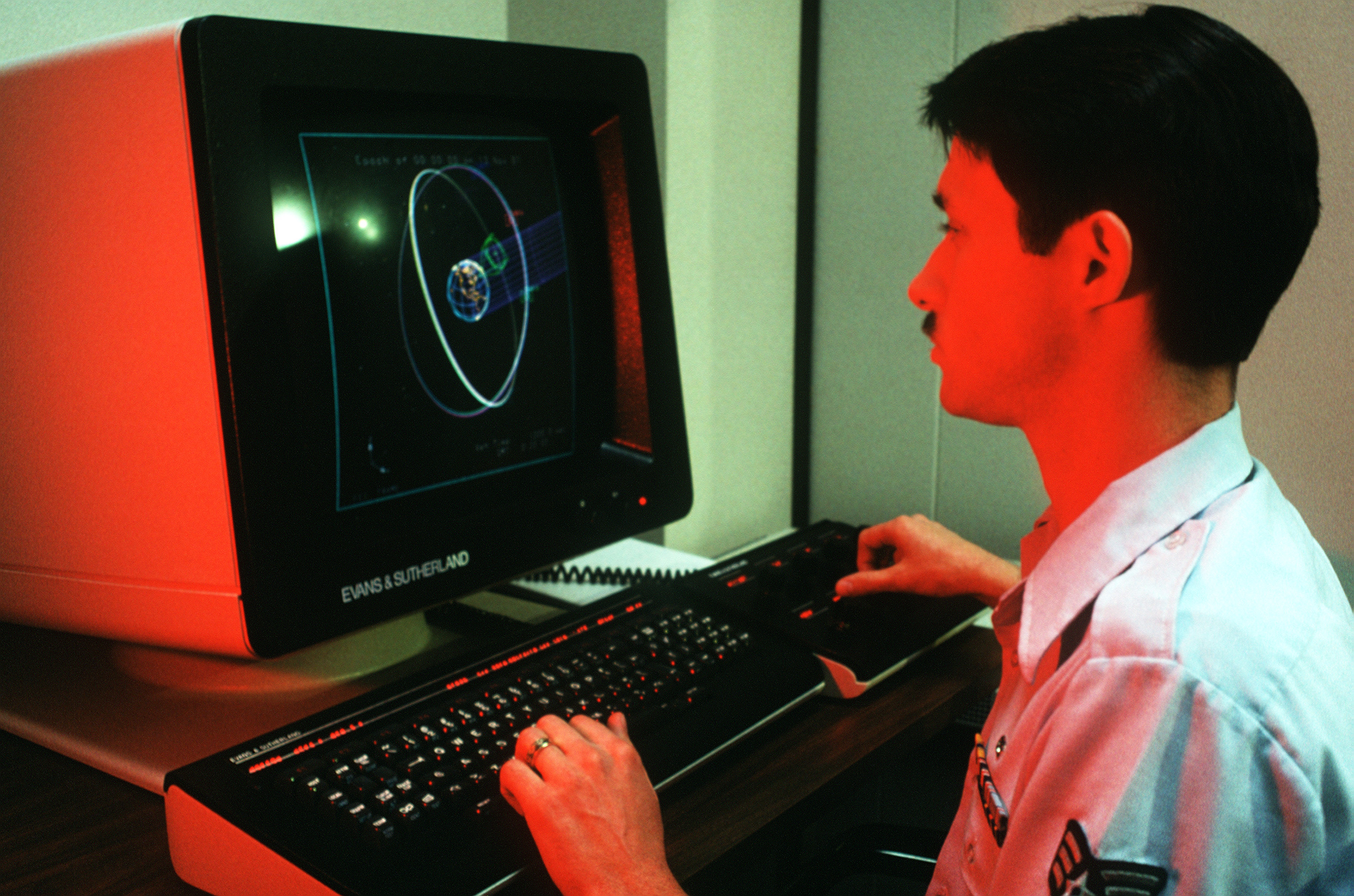
アメリカ空軍宇宙軍団でNAVSTAR（GPS衛星）の位置表示に使われるE&Sのディスプレイ・システム。

E&Sが最初に完成させた製品が、高級型ディスプレイ・システムLDS-1である。LDSは、“Line Drawing System”の頭文字を表している。LDS-1は、世界初の商用3DCGシステムとされる。LDS-1は白黒で、物体を線のみで表現し、物体の形状に沿ってCRT上に線を直接光らせて表示するランダム・スキャン方式のシステムだった。ユタ大学の研究成果をとり入れ、視点からみえない面や他の物体に隠された部分を消去する隠面消去法などを実装。多段階の輝度制御機能を備え、ランダム・スキャンでありながら擬似的に面を表現することもできた。更に完全版では、物体の回転、平行移動、拡大・縮小といった動きの処理をハードウェア上で高速に演算できる行列乗算器、表示の任意の部分を切り出して拡大するクリッピング・ディバイダーも備え、当時のCG水準におけるディスプレイ・システムの理想形と考えられるものであった。
LDS-1の3年後には、LDS-2が登場した。両者に本質的な違いはないが、LDS-1はメインフレーム（DEC PDP-10）で運用するシステムであったのに対し、LDS-2はミニコンピュータ（DEC PDP-11）で運用できるものになった。また、LDS-2では、画面全体に走査線を敷き詰めて、画面を小さな画素に分割し、各画素の光で画像を表現するラスター・スキャン方式を採用した。
LDS-1、LDS-2に続き、E&Sは高性能ディスプレイ・システムのPS（Picture System）シリーズを開発した。PSシリーズがLDSと異なる点は、画像処理装置から画像表示装置への転送に緩衝記憶装置（バッファ）を設けることで、高い更新レートを実現したところにある。PS-1は、これを初めて実用化したディスプレイ・システムであった。また、ホストコンピュータへの依存度を下げ、分業を容易にしたこともLDSより優位な点であった。
PSシリーズは、1973年のPS-1に始まりPS-2、更に1981年のPS 300へと発展する。PS 300は、最初期のCG用ワークステーションとも言えるもので、その後もPS 300番台で改良が続いた。
1990年代には、新たにCG用ワークステーションのESVシリーズを展開したが、ワークステーション市場においては後発で、にもかかわらず大型システムのような強みはない、と競争相手からは評された。

### 模擬視界装置
1973年に、E&Sは最初の商用フライトシミュレータ用模擬視界装置NOVOVIEWを完成させ、提携していた英国のフライトシミュレータ販売会社Redifon（Rediffusion Simulation Ltd.）を通じて世に送り出した。1977年には、NOVOVIEWの後継機NOVO SP1が登場、1978年のSP2、1980年のSP3と改良を重ねた。
一方、NOVOVIEWに先んじてE&Sは、高性能画像生成器のCT（Continuous Tone）シリーズを開発。CTシリーズはシリーズといっても、CT1からCT4までは顧客ごとに調整した特注品であったが、CT5に至ってシステムの容量を大幅に増強して汎用化を実現、1981年に発売したNOVO CT5はデータを入れ替えるだけであらゆる場面に対応でき、多くの顧客を獲得した。
総じて、SPシリーズは民間航空会社向けの中性能機、CTシリーズは軍用の高性能機に分類される。1988年には、SPシリーズとCTシリーズを統合してESIG（Evans & Sutherland Image Generator）シリーズに名称を変更、廉価版のESIG-100からCT6の後継機であるESIG-1000まで5機種に再編された。
ESIGシリーズは、1991年のESIG-2000を始め、改良が重ねられて広く売り上げたが、2000年代には、民生用にEP-1000CT、軍用にEPXやHarmonyシリーズと新たな展開もみせた。

### CAD
E&Sは、子会社としたシェープデータ社が開発していたCADパッケージROMULUSを、1981年から販売していたが、1990年には自社で開発したCADシステムのCDRS（Conceptual Design and Rendering System）を発表した。CDRSは、豊富な機能を備え、視覚的に優れており、大手自動車メーカーなどに重宝されたが、高価なシステムであったため、売れ行きは芳しくなかった。

### プラネタリウム・全天周映像

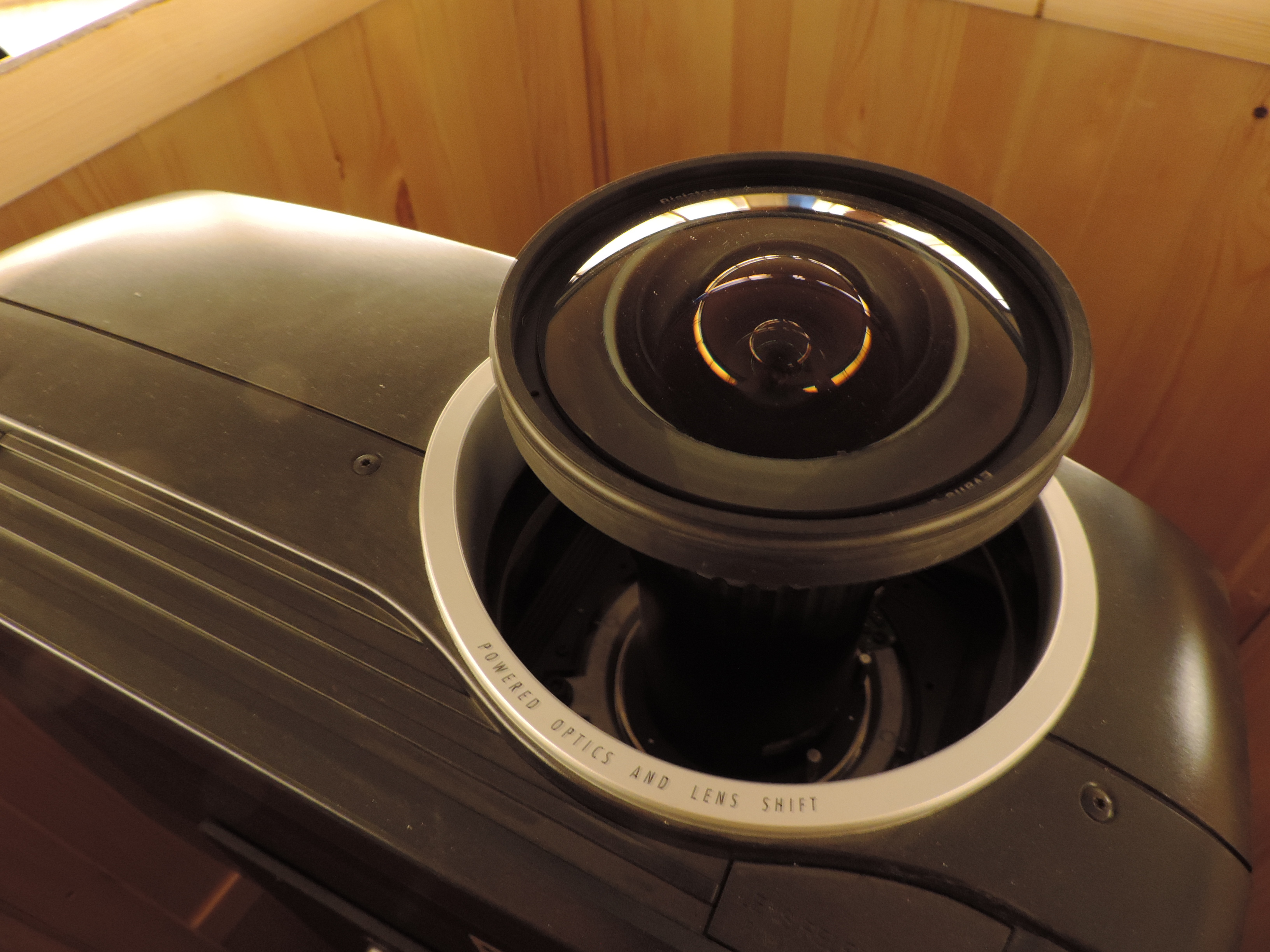
プロヴディフ地域自然史博物館にあるE&Sのプラネタリウム投影機の魚眼レンズ。

1983年にE&Sは、従来のプラネタリウムとは全く異なるデジタル式プラネタリウム「デジスター」を開発した。初代のデジスターは、DECのミニコンピュータVAX-11をホストコンピュータとして、軍用の高輝度・高解像度CRTに表示したCGで描く星空を、大型魚眼レンズで投影する装置だった。デジスターには星表のデータが入っており、恒星の座標や明るさだけでなく位置天文学的な情報を含んでいるので、光学式のプラネタリウムにはできない、恒星の固有運動や恒星間旅行による星の位置の変化も再現することができた。

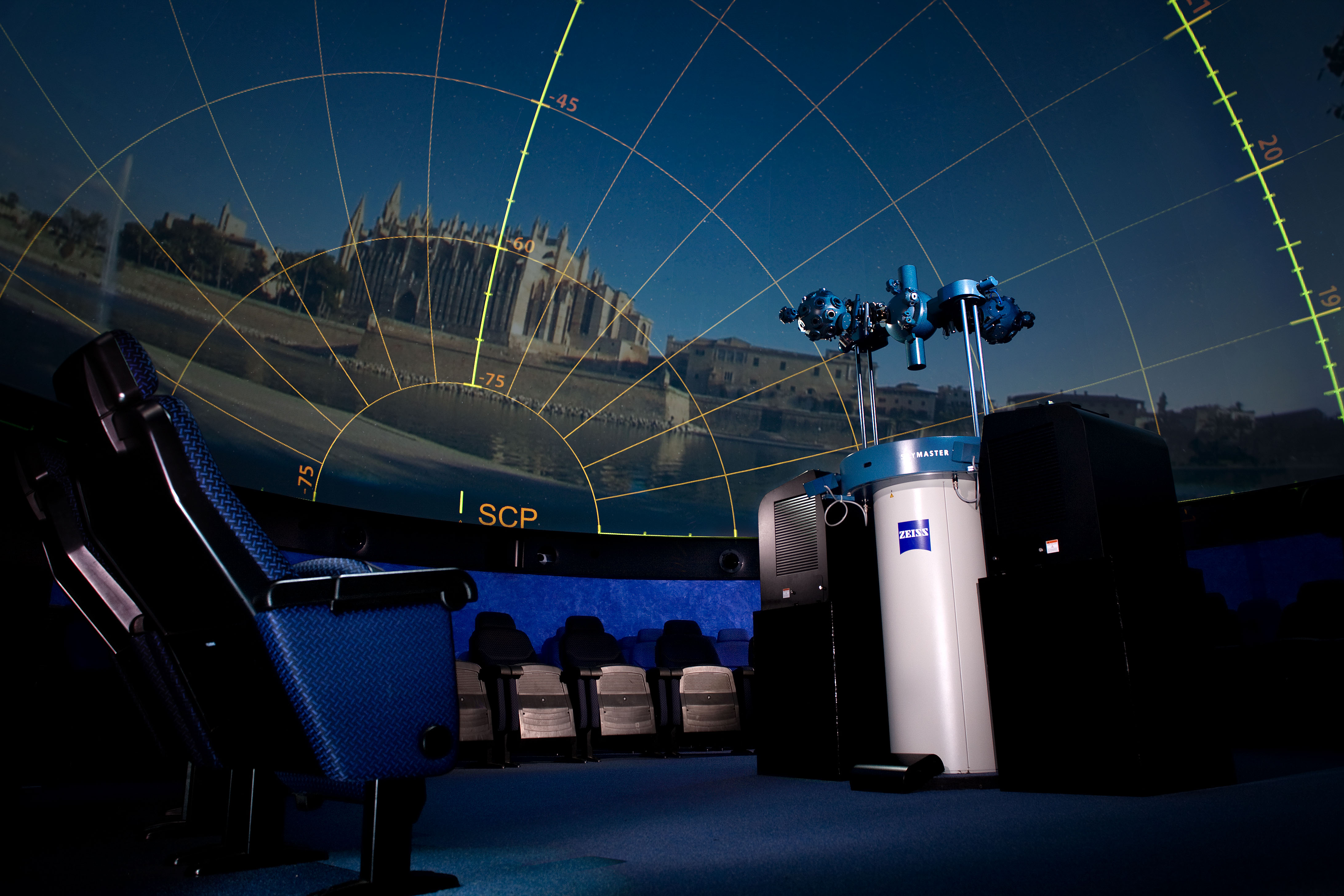
スペイン・マヨルカプラネタリウムの劇場内。投影機はツァイスの光学式プラネタリウム（ZKP 3）にデジスター3を組み合わせたもの。

最初は、星像の質が低かったり、星の動きが不自然だったりといった問題を抱えていたが、徐々に改良されていった。1994年にはデジスターIIが登場し、高性能化と共にホストコンピュータをワークステーションにした小型化が図られた。その後もデジスターシリーズは更新を重ね、2020年時点ではデジスター7まで発展し、世界中で300機以上が導入されている。
2019年には、E&Sは全天周映像装置の新しい形式を提示した。その“DomeX”は、ドーム型スクリーンに投影機で映像を映し出す替わりに、ドーム型に敷き詰めた発光ダイオードで直接映像を表示するシステムである。この装置の利点としてE&Sは、黒色がスクリーンの場合より暗くなり高いコントラストが得られること、投影機と違って複雑な調整が不要なことなどを謳っている。

### アトラクション
アイワークスと開発した“Virtual Adventures”の他に、E&Sは自社でも仮想現実を利用したアトラクション装置を提供していた。“Virtual Hang Glider”は、ハンググライダーのシミュレータで、実際のハンググライダーを模したインタフェースによって、仮想世界の空をハンググライダーに乗って飛行する体験ができる。1993年にアナハイムで開催されたSIGGRAPHの展覧会で評判となり、1994年から1997年にかけて北米、欧州、香港など22箇所に販売された。

## 著名な在籍者
創設から1970年代にかけて、ユタ大学CS学科は世界のCG研究の中心的存在であり、優秀な人材が集まった。そのユタ大学CS学科の修了後、或いは在学中にE&Sで働く者もあり、E&Sの元社員の中には、後にCG、IT業界に大きな影響を与えた人物がいる。例えば、アドビ社の共同設立者ジョン・ワーノック、シリコングラフィックス社、ネットスケープコミュニケーションズ社の設立者ジム・クラーク、レンダリングの先駆者でスティーブン・A・クーンズ賞受賞者のジェームズ・カジヤ、CGIの大家でゴードン・E・ソーヤー賞受賞者のゲーリー・ディモス、などがかつてE&Sの社員であった。